# Rayl
En física, rayl es una de las dos unidades de impedancia acústica, que equivale a la presión del sonido de una DINA/cm², dividida por la velocidad de 1 cm/s.
Cuando las ondas acústicas pasan a través de cualquier sustancia física, la presión de las ondas hace que las partículas de la sustancia se muevan. La impedancia acústica es el cociente entre la presión y la velocidad que produce en la partícula. La impedancia es 1 rayl si la presión de la unidad produce una unidad de velocidad.
El nombre de esta unidad, lo dio el físico inglés John William Strutt, tercer Lord Rayleigh (1842-1919).
En 1954, Beranek distinguió entre "MKS rayl", definido como "Newton×sec/m³" y "rayl", el cual se define en el sistema CGS como "Dina×sec/cm³". Un rayl CGS equivale a 10 rayls MKS.

## Explicación

### Impedancia acústica específica
Cuando las ondas de sonido pasan a través de cualquier sustancia física, la presión de las ondas causa que las partículas de las sustancias se muevan. El La impedancia específica del sonido es la razón entre la presión del sonido y la velocidad de partícula que produce.
La impedancia acústica específica se define como:
| Símbolo                          | Nombre                             |
| -------------------------------- | ---------------------------------- |
| {\displaystyle {\underline {Z}}} | Fasor de impedancia                |
| {\displaystyle {\underline {p}}} | Fasor de presión                   |
| {\displaystyle {\underline {v}}} | Fasor de velocidad de la partícula |
| {\displaystyle \mathbf {r} }     | Posición                           |
| {\displaystyle \omega }          | Frecuencia                         |

### Impedancia acústica característica
El Rayl es también utilizado para la impedancia (acústica) característica de un medio, el cual es una propiedad inherente de un medio:
| Símbolo                   | Nombre                                         |
| ------------------------- | ---------------------------------------------- |
| {\displaystyle Z_{0}}     | Impedancia característica                      |
| {\displaystyle \rho _{0}} | Densidad del sonido en el medio no perturbado  |
| {\displaystyle c_{0}}     | Velocidad del sonido en el medio no perturbado |

Medio no perturbado (ejemplo cuando no hay ondas de sonido viajando en él).
En un medio viscoso, habrá una fase diferente entre la presión y velocidad, así que la impedancia acústica específica ({\displaystyle {\underline {Z}}}) será diferente de la impedancia acústica característica ({\displaystyle Z_{0}}).

### Unidades MKS y CGS
La unidad MKS y la unidad CGS tienen confusamente el mismo nombre, así no el mismo valor:
- En unidades MKS, 1 Rayl igual 1 pascal-segundo por metro (Pa·s·m−1), o equivalente 1 Newton-segundo por metro cúbico (N·s·m−3). En unidades base SI, que es kg∙s−1∙m−2.

{\displaystyle {\rm {1~Rayl_{MKS}=1~{\frac {N\cdot s}{m^{3}}}=1~{\frac {Pa\cdot s}{m}}=1~{\frac {kg}{s\cdot m^{2}}}}}}
- En unidades CGS, 1 Rayl es igual a 1 barye-segundo por centímetro (ba·s·cm−1), o equivalentemente a 1 dine-segundo por centímetro cúbico (dyn·s·cm−3). En unidades base CGS, esto es g∙s−1∙cm−2.

{\displaystyle {\rm {1~Rayl_{CGS}=1~{\frac {dyn\cdot s}{cm^{3}}}=1~{\frac {ba\cdot s}{cm}}=1~{\frac {g}{s\cdot cm^{2}}}}}}
- 1 Rayl CGS = 10 Rayl MKS. En otras palabras, un Rayl CGS es diez veces mayor que un Rayl MKS.

- Datos: Q359151